# RMS Republic (1903)

El RMS Republic fue un transatlántico construido en 1903 por los astilleros Harland y Wolff en Belfast, para la compañía naviera White Star Line. Siendo conocido como "el barco de los millonarios" debido a la cantidad de ricos y conocidos norteamericanos que viajaban habitualmente en él,  se trataba de uno de los buques transatlánticos más grandes y lujosos de su época, con lo que ganó el apodo "el buque palaciego".

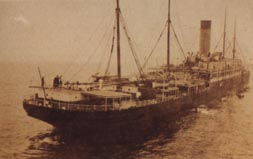
El Republic hundiéndose por proa, 23 de enero de 1909.

El RMS Republic se hundió seis años después de su botadura tras colisionar con el SS Florida, mientras navegaba cerca de Nantucket, Massachusetts, en su ruta entre Nueva York, Gibraltar y otros puertos mediterráneos. Fue el primer barco en emitir una señal de socorro CQD desde su equipo de radiotelegrafía Marconi, lo que salvó la vida de sus 1.500 pasajeros y tripulación.

## Pecio delRepublic
El pecio del Republic fue descubierto por el capitán Martin Bayerle en 1981. Yace aproximadamente a 50 millas (80,5 km) al Sur de la isla de Nantucket en las coordenadas 40°26′0″N 69°46′0″O / 40.43333, -69.76667, a una profundidad de 270 pies (82,3 m) de agua. 
Se organizaron dos expediciones de exploración en la década de 1980 para localizar el oro que se presume alberga el barco, pero sin éxito. No obstante, el barco contiene todavía otros objetos importantes: muchos artefactos personales todavía se encuentran entre las ruinas. 
El pecio del SS Andrea Doria, otro buque hundido tras colisionar con otro barco, se encuentra a unas pocas millas al noroeste.